# 賈德森 (北卡羅萊納州坎伯蘭縣)
賈德森（英語：Judson）是位於美國北卡羅萊納州坎伯蘭縣的非建制地區。

## 地理
賈德森所處的海拔為高於海平面27米（即89英呎），而該地所採用的時區為UTC-5，即北美东部时区（EST）。同時該地設有夏令時間，為UTC-5調快一小時，即UTC-4（EDT）。